# Fable II
Fable II is een actierollenspel (ARPG) waarin spelers in een open fantasiewereld hun eigen leven kunnen opbouwen. Het is ontwikkeld door Lionhead Studios (dat sinds enige tijd onderdeel is van Microsoft Game Studios). Deze ontwikkelaar is onder meer bekend van de game Black & White. Fable II is de opvolger van Fable en Fable: The Lost Chapters. In Europa kwam het spel uit op 24 oktober 2008.

## Ontwikkeling
Op 8 november 2007 gaf Peter Molyneux aan dat de opvolger van Fable hoogstwaarschijnlijk voor Microsofts Xbox 360 zal verschijnen. Het werd bekend dat spelers net als in de originele Fable begonnen als een jongeling. Echter, ditmaal zou de speler bijgestaan worden door een hond die, net als het personage, uiterlijk beïnvloed wordt door goede en slechte daden.
Op de GDC 07 liet Molyneux tijdens een presentatie beeldmateriaal uit het spel zien. Hieruit viel af te leiden dat Fable II op het grafisch vlak een grote vooruitgang heeft ondergaan ten opzichte van zijn voorganger. Ook de gameplay werd helemaal veranderd waardoor het spel zich onder andere veel meer op volwassen spelers zou richten. Verder is de speelwereld enorm gegroeid, namelijk 10 keer groter dan de originele Fable, en is er veel meer content te vinden.
De speelwereld en de speler veranderd tijdens het spel onder invloed van de acties van de speler. De wereld zal dus bij elke individuele speler na verloop van tijd anders zijn.

## Het verhaal
Fable II speelt zich af 500 jaar na de eerste Fable in een wereld genaamd Albion. In de wereld van Albion zijn helden vergeten. De speler is een van de laatste helden in Albion en het is aan hem om een groep van vier helden weer samen te brengen.

## Vechtstijlen
Er zijn drie vechtstijlen in Fable II: Strength, Skill en Will (kracht, vaardigheid en wilskracht).
- Strength is voor het gebruik van hak- en slagwapens en voor het verbeteren van het fysieke uithoudingsvermogen.
- Skill is voor het gebruik van geweren en kruisbogen en voor het verbeteren van snelheid en reflexen.
- Will is voor het gebruik van magie.

## Knothole Island
Knothole Island is de eerste DLC voor Fable II. Er zijn twee versies uitgebracht, een gratis en een voor 800 Microsoft points. Met de gratis versie kan men enkel via co-op spelen met iemand die wel de premiumversie heeft, men kan dus niet in de eigen wereld naar Knothole Island gaan. Knothole Island werd op 13 januari 2009 uitgebracht via de Xbox Live Marketplace.
In deze DLC moet de speler de weersproblemen van Knothole Island onder controle brengen, en de bewoners de volledige controle teruggeven over hun weer. Ook biedt deze DLC weer een hoop nieuwe kleding, potions en wapens. Ook zijn er 250 achievementpunten te verdienen in deze uitbreiding.

## See The Future
See the Future is de tweede uitbreiding van Fable II en belooft de speler nieuwe items, meer heldendom en een verhaal dat inzicht geeft in hoe het onder jouw invloed verdergaat met Albion. Ook hier zijn weer twee versies uitgebracht, een gratis en een voor 560 Microsoft points. See The Future werd op 12 mei 2009 uitgebracht via Xbox Live Marketplace.
Deze DLC begint bij de handelaar Murgo die de speler in het begin van het spel ook de muziekdoos verkocht heeft. Dit keer heeft die echter geen muziekdoos maar een aantal magische artefacten, aan elke is een missie verbonden. Ook komt er een nieuwe arena bij waar de speler het vijf minuten lang tegen steeds sterkere vijanden moet opnemen. Nadat de speler het heeft uitgespeeld krijgt hij volgens Peter Molyneux de toekomst van Albion te zien, zo geeft de uitbreiding de eerste indruk van Fable III.

## Trivia
- Het spel is opgenomen in het boek 1001 Video Games You Must Play Before You Die van Tony Mott.